# Illa Navassa
L'illa Navassa o La Navasse en crioll, és una illa deshabitada del Carib que és administrada pels Estats Units d'Amèrica sota la forma jurídica de territori no incorporat (unincorporated territory) i inclosa a les Illes d'Ultramar Menors dels Estats Units.
El territori és objecte de reclamació tant de part dels Estats Units com d'Haití.
L'illa Navassa ocupa uns 5,2 km² i és en situació estratègica respecte a la base nord-americana de Guantánamo.
No és conreada i té un clima semiàrid però hi pasturen ramats de cabres del bosc.
Va ser descoberta per Cristòfor Colom, el 1504, i la van anomenar Navaza.
El 1857 va ser reclamada per als Estats Units pel capità de navili Peter Duncan, basant-se en la llei nord-americana sobre les illes del Guano (fem d'aus marines) i, malgrat l'oposició d'Haití, els americans van explotar aquest fertilitzant natural del 1865 al 1898.
Una vegada abandonada l'extracció de guano, Navassa va tornar a agafar protagonisme amb l'obertura del Canal de Panamà (1914) quan s'hi va instal·lar un far per a protegir la nova ruta.
A partir de 1998 es va valorar el territori en considerar-lo com a reserva de la biodiversitat del Carib.